# Universum der Kunst

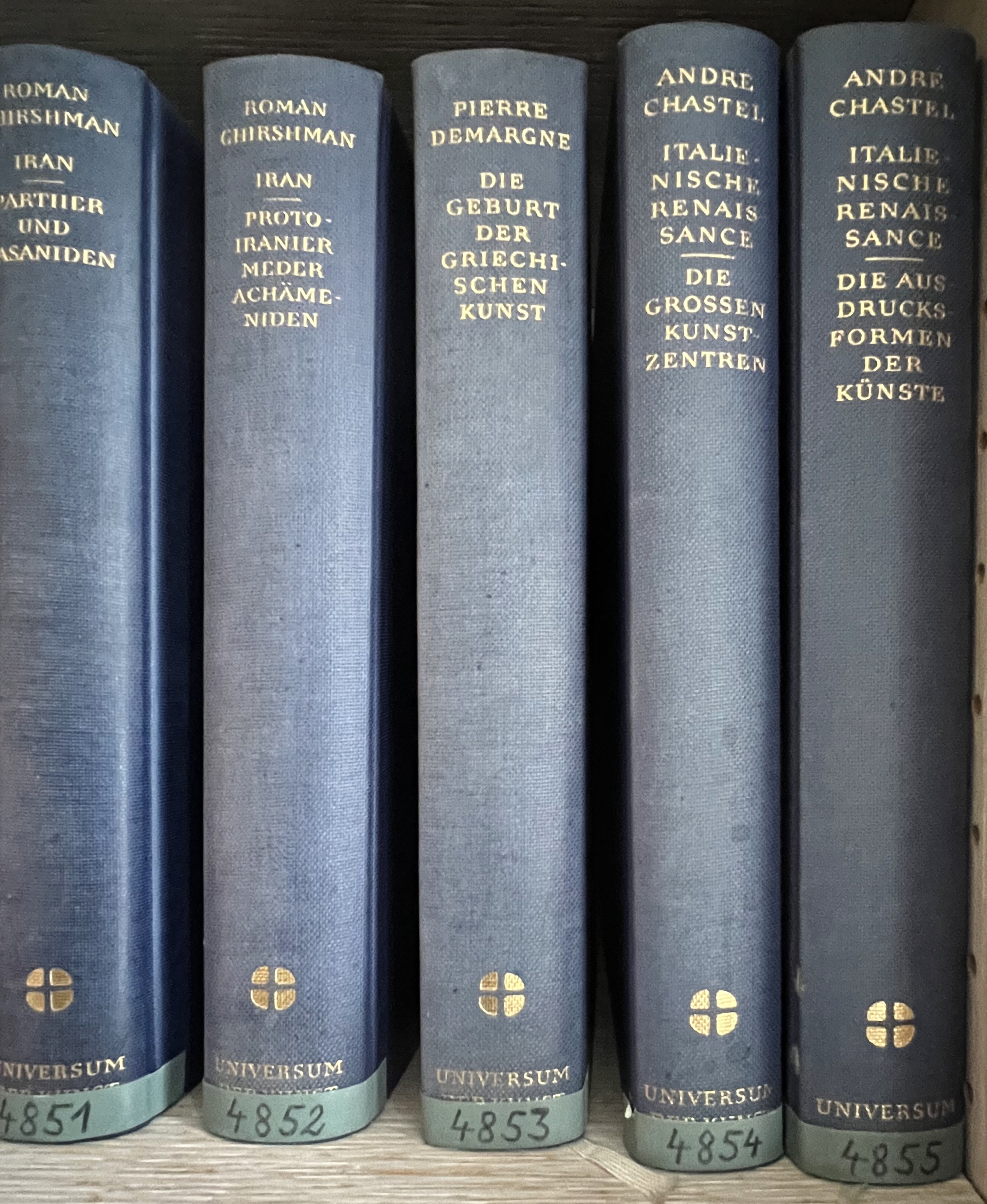
Einige Bände der Reihe Universum der Kunst

Universum der Kunst (französische Ausgabe unter dem Titel L’univers des formes) ist eine  monografische Reihe zur Kunstgeschichte der Völker, die in sechs Ländern gemeinsam veröffentlicht wurde: in Frankreich bei Gallimard in Paris und auf Deutsch in München im Verlag C.H. Beck. Die Reihe erscheint seit 1960, teils ohne Zählung (bei C.H. Beck bis 1997). Die Reihe wurde von dem vielseitigen französischen Schriftsteller, gaullistischen Politiker und Kunstpublizisten André Malraux (1901–1976) zusammen mit Georges Salles, Roger Parry, Albert Beuret und Claude Abeille konzipiert. Die Reihe enthält zahlreiche berühmt gewordene Einzeltitel renommierter Kunsthistoriker. Die einzelnen Bände sind mit Bibliographien und Namens- und Sachregistern versehen.
Die Kunstgeschichte wurde von Malraux als Erweiterung seiner eigenen redaktionellen und theoretischen Arbeit zum künstlerischen Schaffen (1947–1954) vorgestellt, die Sammlung wurde von Albert Beuret administriert. Ihre ersten Bände standen unter der künstlerischen Leitung von Roger Parry. Eine Neuauflage in verkleinertem Format erschien 2006 bei Gallimard.

## Thematisch-chronologischer Inhaltsüberblick
Einige früh erschienene Bände erschienen später in höherer Auflage. Die folgende Auflistung der Titel erhebt keinen Anspruch auf Aktualität oder Vollständigkeit:
Anmerkung: Die Bandfolge des Verlages ist eine andere.
- 1 Frühzeit des Menschen. Denis Vialou. 1992.
- 2–3 Iran. Roman Ghirshman. 2 Bde.: Iran: Protoiranier, Meder, Achämeniden. 1964 / Iran: Parther und Sasaniden. 1962
- 4–5 Mesopotamische Kunst. André Parrot 2 Bde.: Assur: die mesopotamische Kunst vom XIII. vorchristlichen Jahrhundert bis zum Tode Alexanders des Großen. 1961 / Sumer: die mesopotamische Kunst von den Anfängen bis zum XII. vorchristlichen Jahrhundert. 1960
- 6 Die Hethiter. Kurt Bittel. 1976
- 7 Die Phönizier. André Parrot, Maurice H. Chéhab, Sabatino Moscati. 1977
- 8 Die Skythen und andere Steppenvölker. Véronique Schiltz. 1994.
- 9–11 Ägypten. Jean Leclant. 3 Bde.: Bd. 1. Das alte und das mittlere Reich. 1979 / Bd. 2. Das Großreich. 1980 / Bd. 3. Spätzeit und Hellenismus. 1981
- 12 Die Anfänge Europas. Venceslas Kruta. 1993
- 13–16 Griechenland. Pierre Demargne, Jean Charbonneaux. 4 Bde.: Geburt der griechischen Kunst. / Das archaische Griechenland. / Das klassische Griechenland. / Das hellenistische Griechenland.
- 17 Etrusker und Italiker vor der römischen Herrschaft. Die Kunst Italiens von der Frühgeschichte bis zum Bundesgenossenkrieg. Ranuccio Bianchi Bandinelli, Antonio Giuliano. 1974, ISBN 3-406-03021-1.
- 18–19 Rom. Ranuccio Bianchi Bandinelli. 2 Bde.: Rom. Das Zentrum der Macht. Die römische Kunst von den Anfängen bis zur Zeit Marc Aurels. Ranuccio Bianchi Bandinelli 1970, ISBN 3-406-03015-7. / Rom. Das Ende der Antike. Die römische Kunst in der Zeit von Septimius Severus bis Theodosius I. 1971, ISBN 3-406-03017-3.
- 20 Die Kunst des frühen Christentums. Von den ersten Zeugnissen christlicher Kunst bis zur Zeit Theodosius I. André Grabar. 1967
- 21 Das Zeitalter Justinians. André Grabar.
- 22 Das mittelalterliche Byzanz. 725–1204. Anthony Cutler, Jean-Michel Spieser. 1996.
- 23 Frühzeit des Mittelalters. Jean Hubert.
- 24 Die Kunst der Karolinger: von Karl dem Großen bis zum Ausgang des 9. Jahrhunderts. Jean Hubert. 1969
- 25 Die Zeit der Ottonen und Salier. Louis Grodecki. 1973
- 26–27 Romanische Kunst. Xavier Barral i Altet. 2 Bde.: Mittel- und Südeuropa. 1983 / Nord- und Westeuropa. 1984
- 28–30 Gotik. Willibald Sauerländer, Alain Erlande-Brandenburg, Roland Recht. 3 Bde.: Das Jahrhundert der großen Kathedralen. 1990 / Ausklang des Mittelalters. 1989 / Triumph der Gotik. 1988.
- 31–34 Italienische Renaissance. Die großen Meister in der Zeit von 1500 bis 1540. André Chastel, Ludwig Heinrich Heydenreich. 4 Bde. 1975
- 35 Der europäische Manierismus. Daniel Arasse. 1997
- 36 Das entzweite Jahrhundert: Kunst zwischen 1750 und 1830. Werner Hofmann. 1995
- 37 Die Kelten. Paul-Marie Duval. 1978
- 38 Afrika. Die Kunst des schwarzen Erdteils. Michel Leiris, Jacqueline Delange
- 39 Die Maya. Claude-François Baudez. 1985
- 40 Die Andenvölker. Von den frühen Kulturen bis zu den Inka. Danièle Lavallée, Luis Guillermo Lumbreras. 1986
- 41 Mexiko. Ignacio Bernal. 1987
- 42 Ozeanien. Jean Guiart. 1963